# Callenish Circle

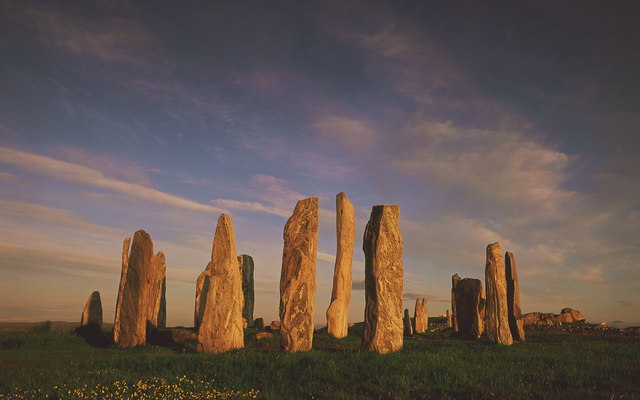

Callenish Circle est un groupe néerlandais de metal extrême, originaire de Holtum-Born, Limbourg. Trois de leurs premiers albums ont été distribués par le label Metal Blade Records, avant que le groupe ne se sépare en 2007.

## Historique
Le groupe se forme aux alentours de 1992 avec un line-up initial composé du chanteur Patrick Savelkoul et du guitariste Jos Evers. Tous les deux sont par la suite rejoints par le guitariste Ronny Tijssen, le bassiste John Gorissen, et le batteur Gavin Harte. Le quintette décide d'enregistrer une démo Lovelorn, qui a été votée démo du mois dans le prestigieux magazine néerlandais Aardschok, et qui s'est vendue à plus d'un millier d'exemplaires,,. La popularité du groupe grandissante, le label indépendant Hammerheart Records leur offre un contrat pour un album, ce qui mènera à la distribution de leur premier album Drift of Empathy.
En 2002, ils participent à une tournée aux côtés de God Dethroned, au Ozzfest néerlandais et au German Party San Open Air, puis à une tournée avec Dimmu Borgir. Leur quatrième album est distribué chez Metal Blade en 2003 ; pour en faire sa promotion, ils participent aux festivals Wacken Open Air et Summer Breeze en Allemagne, puis au Bonded By Metal Over Europe en octobre avec Exodus, Nuclear Assault, et Agent Steel. En 2006, ils participent à une tournée au Mexique (cité par le groupe comme le point culminant de leur carrière), avant de se séparer en 2007.

## Discographie
- 1995 : Lovelorn (démo)
- 1996 : Drift of Empathy
- 1998 : Escape (EP)
- 1999 : Graceful... Yet Forbidding
- 2002 : Flesh Power Dominion
- 2003 : My Passion // Your Pain
- 2005 : Forbidden Empathy (double-disque)
- 2005 : [Pitch.Black.Effects]

## Membres

### Dernier membres
- Wim Vossen − basse
- Remy Dieteren − guitare
- Gavin Harte − batterie
- Ronny Tijssen − guitare
- Patrick Savelkoul − chant

### Anciens membres
- Jos Evers − guitare (1992–1998)
- Maurice Wagemans − basse (1992–1995)
- John Gorissen − basse (1995–1997)
- Roland Schuschke − basse (1997–2002)
- René Rokx − basse (2002–2005)